# Jörd
Jörd (Jord, jelentése: "föld") a föld istennője a skandináv mitológiában, áz-istennőnek számítják, bár az óriásoktól származik. Odinnal közös fiuk a villámisten, Thor. Natt (éjszaka) és Anar (a másik) lánya, féltestvérei anyai (Natt) ágon Aud és Dag (nappal). Jörd több néven is szerepel: Fjörgun, Jord, Hjord, Lodün, és Hlodün. Nem összetévesztendő Frigg apjával, Fjörgunn-nal, (két "n"-el!) akivel sok esetben mint a termékenység istenpár szerepelnek. Jördöt idézik meg a jó termés reményében.
Az Eddában, ugyanabban a versszakaszban két nevén is említik:
Jön sarja akkor

a hős Hlódünnek,

Ódin fia ordas

farkasra halált hoz.

Ölni őrjöngve

Midgard őrzőjét,

- minden hős elhagyja

lakhelyét majdan; -

lép kilenc lépést,

Fjörgun fia, sebben,

vissza a szörnytől,

mely állja az átkot.

## Fordítás
- Ez a szócikk részben vagy egészben  a   Fjorgyn című svéd Wikipédia-szócikk fordításán alapul.  Az eredeti cikk szerkesztőit annak laptörténete sorolja fel. Ez a jelzés csupán a megfogalmazás eredetét és a szerzői jogokat jelzi, nem szolgál a cikkben szereplő információk forrásmegjelöléseként.
- Ez a szócikk részben vagy egészben  a   Jörð című angol Wikipédia-szócikk fordításán alapul.  Az eredeti cikk szerkesztőit annak laptörténete sorolja fel. Ez a jelzés csupán a megfogalmazás eredetét és a szerzői jogokat jelzi, nem szolgál a cikkben szereplő információk forrásmegjelöléseként.